# Ander (Fluss)
Der Ander (manchmal auch Lander genannt) ist ein ca. 36 km langer Fluss im Département Cantal in der Region Auvergne-Rhône-Alpes im Süden Frankreichs.

## Verlauf
Der Ander entspringt im Südosten des Regionalen Naturparks Volcans d’Auvergne, im Gemeindegebiet von Laveissenet, entwässert generell in südöstlicher Richtung und mündet an der Gemeindegrenze von Alleuze und Anglards-de-Saint-Flour im Rückstau der Barrage de Grandval als rechter Nebenfluss in die Truyère.

## Orte am Fluss
(Reihenfolge in Fließrichtung)
- Laveissenet
- Ussel
- Roffiac
- Andelat
- Saint-Flour
- Saint-Georges
- Anglards-de-Saint-Flour

## Sehenswürdigkeiten
Unterhalb von Saint-Georges hat der Fluss die sehenswerte Schlucht Gorges de l’Ander ausgebildet.